# Rivière de Manche-d'Épée
Rivière de Manche-d'Épée är ett vattendrag i Kanada.   Det ligger i provinsen Québec, i den östra delen av landet, 900 km nordost om huvudstaden Ottawa.
Trakten runt Rivière de Manche-d'Épée är nära nog obefolkad, med mindre än två invånare per kvadratkilometer.